# David Beale
David Kenneth Beale jr. (Haines City, ...) è un giocatore di football americano statunitense che milita nel ruolo di offensive lineman nei New Yorker Lions.